# Parc dels Aqüeductes

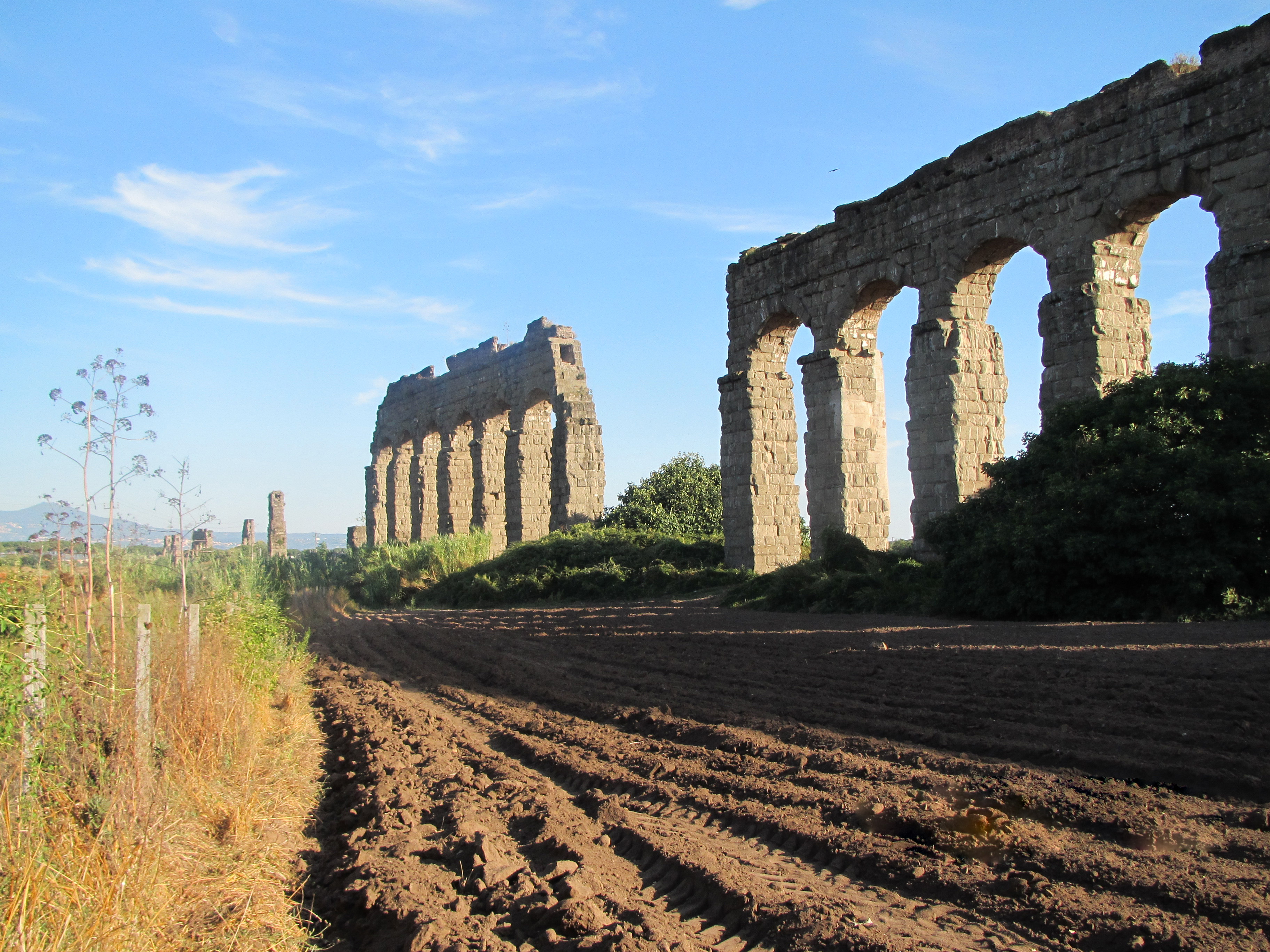
Aqua Claudia

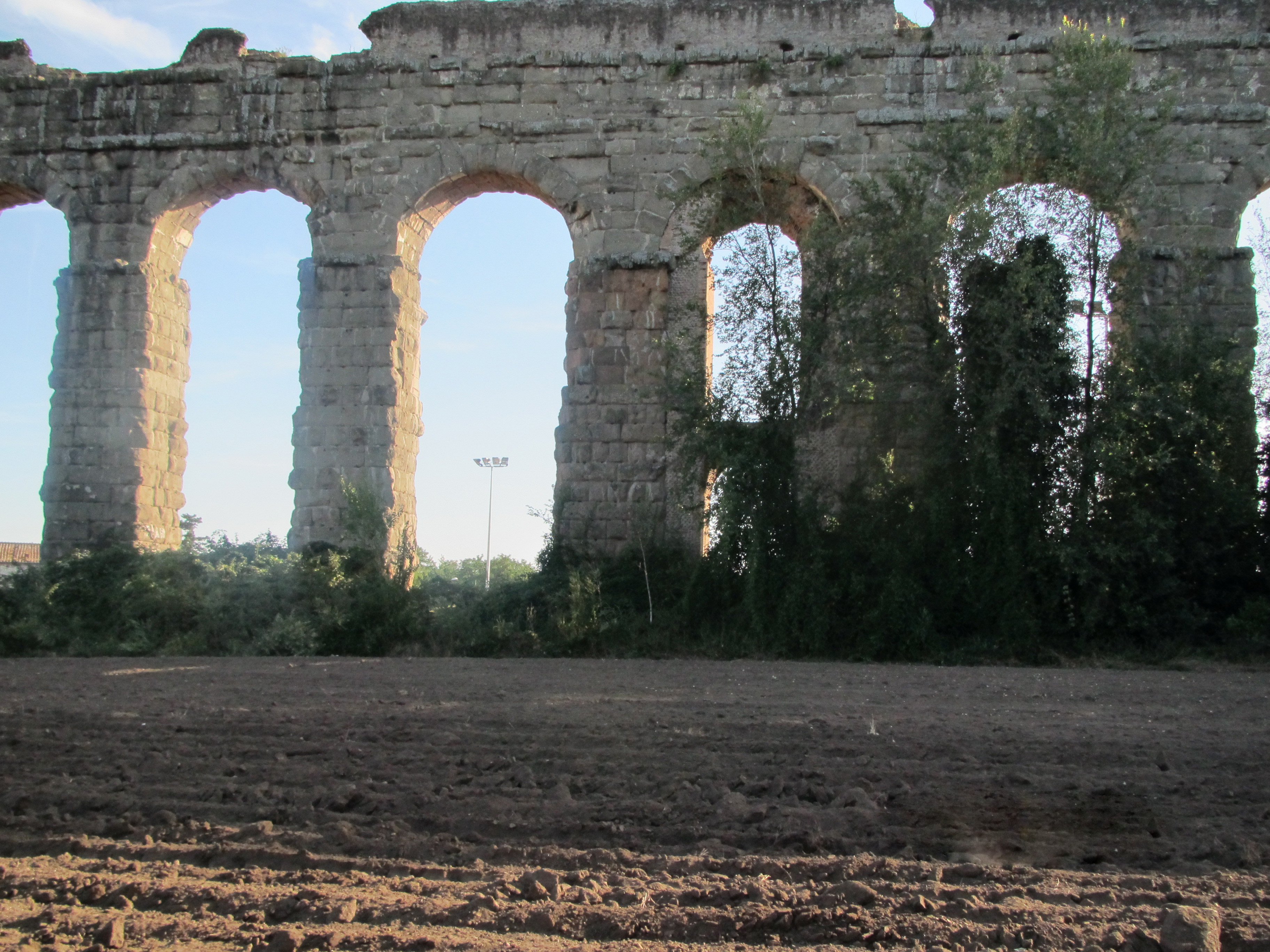
Aqua Claudia

El Parc dels Aqüeductes (en italià, Parco degli Acquedotti) és un parc públic a Roma, Itàlia. És part del Parco Regionale dell'Appia Antica aproximadament 15 ha. El parc porta el nom pels aqüeductes que ho creuen, d'una banda pel Acqua Felice i que conté part de la Aqua Claudia i les restes de Vila delle Vignacce. Al parc s'arriba per les estacions del metro Lucio Sesto i Giulio Agricola (línia A).
Encara que està a sol 8 km del centre de Roma, el parc ha estat protegit de desenvolupament i conserva un aire rústic. Cap al sud i l'est del parc encara hi ha cultius i es troben ovelles pastando. En part a causa de la seva proximitat als estudis de cinema de Roma, en Cinecittà, el parc és sovint utilitzat com un lloc de rodatge. Potser l'escena més memorable és el tret de sortida de la Dolce Vita en el qual veiem una estàtua de Crist suspès d'un helicòpter que volava al llarg de la Aqua Claudia.